# 인천주안남초등학교 승봉분교
인천주안남초등학교 승봉분교는 대한민국 인천광역시 옹진군에 있는 공립 초등학교이다.

## 학교 연혁
- 1946년 9월 1일: 개교
- 2019년:휴교

## 참고 자료
- 인천주안남초등학교승봉분교장 - 한국교육학술정보원 학교알리미